# London–Lutoni repülőtér
A London–Lutoni repülőtér (IATA: LTN, ICAO: EGGW) régebben Lutoni nemzetközi repülőtér Londontól körülbelül 45 km-re északra található (Luton, Bedfordshire). London hat nemzetközi repülőtere közül a negyedik legnagyobb. Megelőzi a sorban Heathrow, London–Gatwick repülőtér és Stansted. Évi utasforgalma megközelítőleg 10 millió fő.

## Története
Az első repülőteret ezen a helyen 1938. július 16-án nyitották meg. A második világháború alatt a repülőteret a RAF földi bázisának használták.
A háborút követően a terület visszaszállt az önkormányzatra, amely kereskedelmi repülőtérként használta tovább. Helyet biztosítottak a repülőtér további, turisztikai kihasználására is, így elkezdhette fejlődését az Euravia (most TUI, ezt megelőzően Britannia Airways) valamint a Monarch Airways. 1972-ben Luton volt a legjövedelmezőbb repülőtér az országban. A fejlődés lendülete 1974-ben megszakadt, mikor az egyik utaztató társaság, a Clarksons csődbe ment.
A következő tizenöt év az újjáépítésről szólt. 1985-ben új nemzetközi terminált nyitottak. Ekkoriban a Ryanair közlekedtetett járatokat írországi viszonylatban. 1990-ben a repülőteret átnevezték London Luton repülőtérre, hogy így erősítsék a külföldiek szemében kialakuló képet.

## Légitársaságok és úticélok

### Személy
A következő légitársaságok üzemeltetnek rendszeres menetrend szerinti és charterjáratokat Lutonból:
| Légitársaság | Célállomások |
| ------------ | --- |
| easyJet      | Aberdeen, Agadir, Alicante, Amszterdam, Antalya, Barcelona, Belfast–International, Berlin, Bordeaux, Catania, Dalaman, Edinburgh, Faro, Fuerteventura, Genf, Glasgow, Gran Canaria, Hurghada, Inverness, Jersey, Krakkó, Lanzarote, Lárnaka, Lisszabon, Lyon, Málaga, Marrákes, Milánó–Malpensa, Nápoly, Nizza, Palermo, Palma de Mallorca, Páfosz, Párizs–Charles de Gaulle, Pisa, Porto, Prága, Reykjavík–Keflavík, Sarm es-Sejk, Tel-Aviv, Tenerife–South, Velence, Zürich Szezonális: Bodrum, Haniá, Korfu, Grenoble, Heraklion, Ibiza, Innsbruck, Kefaloniá, Madrid, Menorca, Montpellier, Murcia (2023 április 1-től), Mikonosz, Olbia, Preveza, Póla, Rodosz, Salzburg, Szantorini, Split, Thessaloniki, Torino, Zákinthosz                                                                                                  |
| El Al        | Tel-Aviv |
| FlyOne       | Chișinău |
| Ryanair      | Alicante, Barcelona, Béziers, Bologna, Bydgoszcz, Catania, Cork, Dublin, Faro, Fuerteventura, Gran Canaria, Kaunas, Kerry, Knock, Krakkó, Lanzarote, Lublin, Málaga, Málta, Nápoly, Rzeszów, Sevilla, Tenerife–South, Vilnius Szezonális: Athén, Burgasz, Grenoble, Murcia, Torino |
| SunExpress   | Antalya, İzmir Szezonális: Gaziantep |
| TUI Airways  | Lanzarote Szezonális: Korfu, Dalaman, Enfidha, Innsbruck, Kosz, Palma de Mallorca, Rodosz, Szkíathosz, Tenerife–South |
| Wizz Air     | Amman–Queen Alia, Antalya, Athén, Bákó, Belgrád, Bratislava, Bukarest, Budapest, Burgasz, Bydgoszcz, Chișinău, Kolozsvár, Constanța, Craiova, Debrecen, Funchal (vége 2023 március 25-től), Gdańsk, Iași, Katowice, Kaunas, Kassa, Krakkó, Lárnaka, Lisszabon, Ljubljana, Łodz, Lublin, Málaga, Ohrid, Olsztyn-Mazury, Palanga, Plovdiv, Poprad-Tatry, Porto (vége 2023 március 24-től), Poznań, Prága, Priština, Reykjavik–Keflavík, Riga, Rzeszów (vége 2023 március 25-től), Szarajevo (vége 2023 március 24-től), Satu Mare, Sibiu, Szkopje, Szófia, Suceava, Tallinn, Marosvásárhely, Tel-Aviv, Tenerife–South (vége 2023 március 22-től), Thessaloniki, Temesvár, Tirana, Várna, Vilnius, Varsó–Chopin, Wrocław Szezonális: Dalaman, Dubrovnik, Grenoble, Heraklion, Hurghada, Palma de Mallorca, Sarm es-Sejk, Split, Tromsø |

### Cargo
| Légitársaság | Célállomások |
| ------------ | ------------ |
| DHL Aviation | Lipcse/Halle |

## Statisztikák
|                                 | Utasforgalom | Gépmozgás | Teherforgalom (tonna) |
| ------------------------------- | ------------ | --------- | --------------------- |
| 1997                            | 3 238 458    | 63 586    | 21 354                |
| 1998                            | 4 132 818    | 70 667    | 25 654                |
| 1999                            | 5 284 810    | 79 423    | 23 224                |
| 2000                            | 6 190 499    | 84 745    | 32 992                |
| 2001                            | 6 555 155    | 83 707    | 23 070                |
| 2002                            | 6 486 770    | 80 924    | 20 459                |
| 2003                            | 6 797 175    | 85 302    | 22 850                |
| 2004                            | 7 535 614    | 94 379    | 26 161                |
| 2005                            | 9 147 776    | 107 892   | 23 108                |
| 2006                            | 9 425 908    | 116 131   | 17 993                |
| 2007                            | 9 927 321    | 120 238   | 38 095                |
| 2008                            | 10 180 734   | 117 859   | 40 518                |
| 2009                            | 9 120 546    | 98 736    | 28 643                |
| 2010                            | 8 738 717    | 94 575    | 28 743                |
| 2011                            | 9 513 704    | 97 574    | 27 905                |
| 2012                            | 9 617 697    | 96 797    | 29 635                |
| 2013                            | 9 697 944    | 95 763    | 29 074                |
| 2014                            | 10 484 938   | 101 950   | 27 414                |
| Forrás:Civil Aviation Authority |              |           |                       |

|                                 | Repülőtér                | Utasforgalom | 2013 / 14 |
| ------------------------------- | ------------------------ | ------------ | --------- |
| 1                               | Budapest                 | 428,056      | 9%        |
| 2                               | Amszterdam               | 378,991      | 8%        |
| 3                               | Bukarest-Otopeni         | 340,945      | 24%       |
| 4                               | Dublin                   | 325,722      | 7%        |
| 5                               | Varsó-Chopin             | 321,815      | 14%       |
| 6                               | Tel Aviv-Ben Gurion      | 290,902      | 14%       |
| 7                               | Glasgow                  | 270,220      | 4%        |
| 8                               | Edinburgh                | 259,670      | 5%        |
| 9                               | Genf                     | 259,605      | 5%        |
| 10                              | Málaga                   | 253,652      | 11%       |
| 11                              | Párizs-Charles de Gaulle | 248,726      | 0%        |
| 12                              | Palma de Mallorca        | 244,166      | 9%        |
| Forrás:Civil Aviation Authority |                          |              |           |